# Projeto Orbiter
O Project Orbiter foi um programa de satélite proposto pelos Estados Unidos, um competidor contemporâneo ao Projeto Vanguard. Ele foi conduzido em conjunto pelo Exército e pela  Marinha. Ao final, ele foi rejeitado por um comitê especial sobre "capacitação especial", que selecionou o Projeto Vanguard no lugar. Apesar desse projeto ter sido cancelado em 5 de Agosto de 1955, o desenho básico foi usado para o foguete Juno I que lançou o primeiro satélite norte-americano, o Explorer 1.
Desde as décadas de 1920 e 1930, vários estudos já apontavam na direção do lançamento de satélites e exploravam métodos para atingir esse objetivo. Em 1954, numa reunião da American Rocket Society, Wernher von Braun propôs a ideia de colocar um satélite em órbita. Nos anos seguintes, ocorreram encontros e reuniões entre membros da equipe de von Braun e o Dr. James Van Allen, que levaram a escolha deste último para projetar a carga útil do satélite Explorer I.